# Эфиопско-египетская война
Эфиопско-египетская война — война в 1874—1876 годах между Египетским хедиватом и Эфиопской империей.

## Ход событий
Хедив Египта Исмаил-паша стремился расширить египетские владения за счет северо-восточных районов Эфиопии.
В 1874 году египетский отряд во главе со швейцарцем на египетской службе Вернером Мунцингером вторгся в принадлежавшие Эфиопии земли богосов и, заняв Кэрэн, стал приближаться к Тыграю. При этом хедив Египта направил послание правителю эфиопской провинции Шоа Менелику, в котором в обмен на поддержку в борьбе за императорский трон склонял его к совместной войне против императора Эфиопии Йоханныса IV. В послании говорилось: «Мы будем очень рады установить с вами отношения, поскольку, по нашему мнению, вы более способны и достойны, чем другие, владеть эфиопским престолом». Однако осторожный правитель Шоа не поддержал египтян.
В ноябре 1875 года отряд Мунцингера был разбит племенами афаров у озера Ауаса, сам Мунцингер был убит. Однако ещё ранее, в конце сентября 1875 года, в Массауа высадился с моря другой египетский отряд, численностью примерно 3 тыс. человек, под командованием датчанина Адольфа Арендрупа. Не встречая сопротивления, к 6 ноября 1875 года этот отряд достиг реки Мэрэб у Гундэта.
Эфиопский император Йоханныс IV сначала неоднократно пытался найти защиту от египтян у европейских держав, прежде всего у Великобритании. Но когда он понял, что европейские державы ему не помогут, то 23 октября 1875 года он обратился к населению страны с призывом объединиться и изгнать египтян. Императору удалось собрать 70-тысячную армию. Она состояла в основном из северян, которым непосредственно угрожала египетская агрессия. Однако на призыв императора не откликнулся ни один из феодальных правителей центральных и западных областей Эфиопии.
В ночь на 16 ноября 1875 года эфиопская армия переправилась через Мэрэб и напала на египтян. Сражение при Гундэте закончилось победой эфиопов; они захватили несколько тысяч современных ружей, в том числе системы «ремингтон», 14 орудий и большое количество боеприпасов, что значительно усилило эфиопскую армию.
В феврале 1876 года 20-тысячный египетский отряд под командованием Мухаммеда Ратиб-паши, советником которого был американский генерал У. Лоринг, переправился через Мэрэб в районе Гуры и построил там два укрепления. 7-9 марта 1876 года произошло сражение при Гуре, в котором египтяне были снова побеждены и понесли огромные потери. Из всей их армии лишь 500 солдат смогли вернуться в Египет, остальные были убиты или пленены эфиопами. Эфиопы захватили 12 тыс. современных ружей, 16 орудий и другое военное снаряжение.
В итоге египтяне больше не предпринимали попыток вторжения, а престиж эфиопского императора Йоханныса IV значительно возрос.